# Haugesund
Haugesund es una ciudad y municipio del sudoeste de Noruega, perteneciente a la provincia de Rogaland, en la región de Vestlandet.
Haugesund fue separada de Torvastad para formar un nuevo municipio en 1855. El municipio rural de Skåre fue unido a Haugesund el 1 de enero de 1958. Haugesund es un pequeño municipio con solo 73 km². Su población es de 36 538, lo que supone una densidad de 502 hab./km².
La ciudad se halla ubicada junto a un estrecho estratégico, que permite el paso de naves sin temor a marejadas peligrosas. Anteriormente, sus aguas eran ricas en arenques, lo cual benefició el crecimiento de la ciudad. A pesar de ser una ciudad relativamente joven, el rey Harald I de Noruega vivió en Avaldsnes, muy cerca de la actual Haugesund. En décadas recientes, la ciudad y sus vecinos se han reorientado a la industria petrolera, pues el arenque ya no es tan común en la zona.
Haugesund es un centro cultural para la región, siendo sede de varios festivales, como el Festival Internacional de Cine Noruego y el Sildajazz, que reúne a unas 70 bandas de jazz y ofrece unos 200 conciertos.[cita requerida]
En 2014, la aglomeración urbana de Haugesund reunía a 40 631 personas, de las cuales 35 053 vivían en Haugesund y 5578 en Karmøy.

## Personajes famosos
- Einherjer, grupo de Viking Metal.
- Enslaved, grupo de Viking Metal.
- Jon Fosse, escritor.
- Christian Grindheim, futbolista.
- Hanne Krogh, cantante.
- Susanne Wigene, atleta.
- Susanne Sundfør, músico.

## Ciudades hermanadas

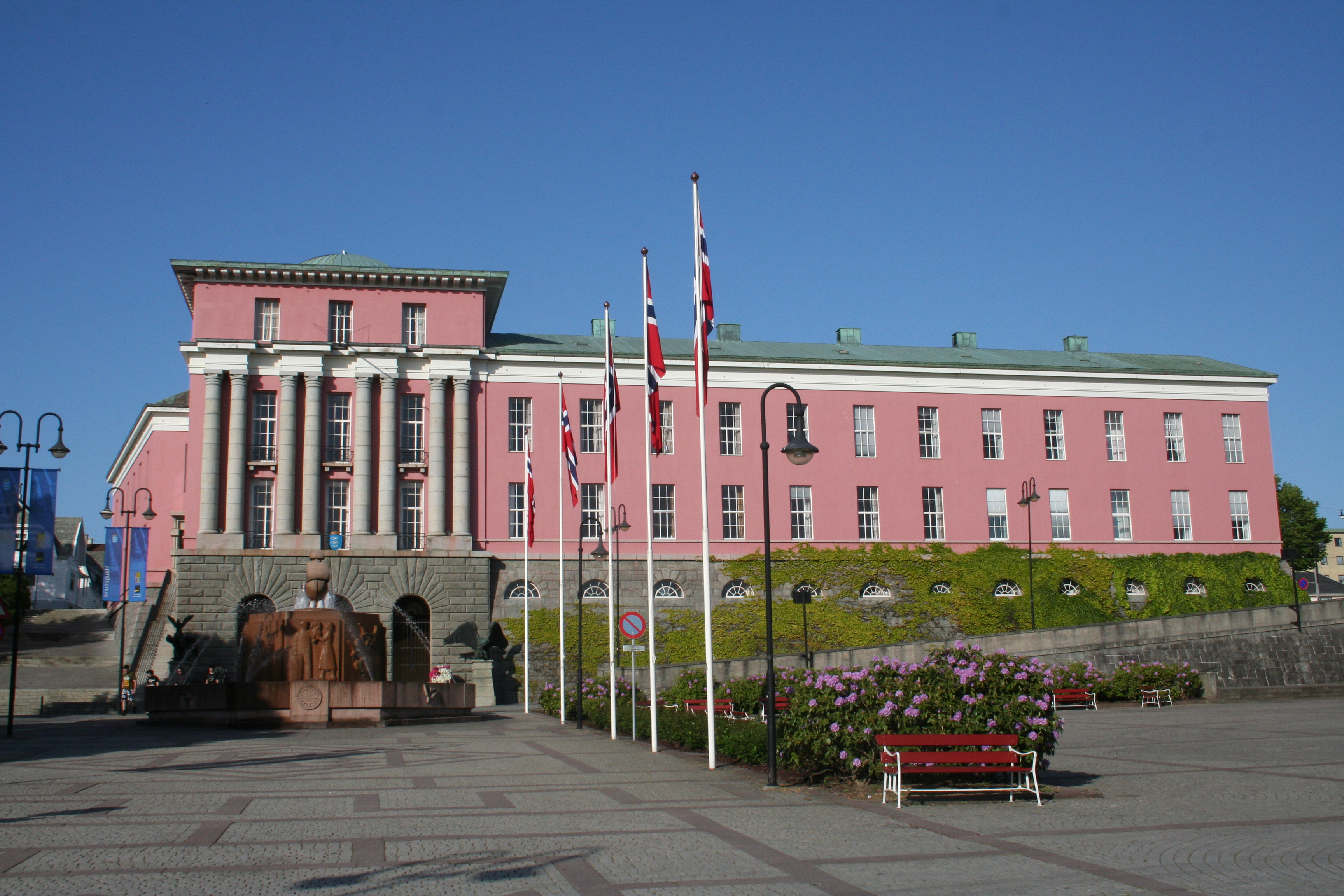
El ayuntamiento de Haugesund

- Søllerød, Dinamarca
- Ystad, Suecia
- Ekenäs, Finlandia